# Ronald Ford
Ronald „Ron” Keith Ford (ur. 7 września 1942) – australijski judoka. Olimpijczyk z Tokio 1964, gdzie zajął dziewiętnaste miejsce w wadze lekkiej.
Mistrz Australii w 1963, 1964, 1967 i 1968 roku.

## Letnie Igrzyska Olimpijskie 1964
| Konkurencja | Eliminacje              | Eliminacje             | Klas. końcowa |
| Konkurencja | Przeciwnik I            | Przeciwnik II          | Miejsce       |
| ----------- | ----------------------- | ---------------------- | ------------- |
| 68 kg       | Park Cheong-sam (KOR) P | André Bourreau (FRA) P | 19.           |